# Dualbremse
Die Dualbremse ist ein Bremssystem für Schienenfahrzeuge, das sowohl mit der Druckluftbremse wie auch mit der Vakuumbremse zusammenarbeitet. Triebfahrzeuge und Steuerwagen, die mit einer Dualbremse ausgestattet sind, können sowohl vakuumgebremste als auch druckluftgebremste Züge führen. Wagen mit Dualbremse können sowohl in vakuum- als auch in druckluftgebremste Züge eingereiht werden.

## Anwendung
Die Vakuumbremse ist das ältere System für eine durchgehende, selbsttätige Bremse in Zügen. Sie wurde in vielen Ländern eingesetzt, insbesondere in Großbritannien und seinen ehemaligen Kolonien, und war lange Zeit das bevorzugte Bremssystem bei Gebirgsbahnen, da sie eine einfache Regulierbarkeit bei Gefällefahrten bot.
Mit der Einführung der Druckluftbremse entstand die Notwendigkeit, Triebfahrzeuge so zu konstruieren, dass sie während der Übergangsphase sowohl für vakuum- als auch für druckluftgebremste Züge verwendet werden können. Dies vermeidet, dass während der Umstellung die Wagen von Vakuum- auf Druckluftbremse umgebaut werden müssen. Darüber hinaus können die Vorteile der Druckluftbremse auf dem Triebfahrzeug unabhängig vom angekuppelten Zug genutzt werden, wie das schnelle Ansprechen der direkten Bremse sowie die Möglichkeit, einen Gleitschutz und eine Schleuderschutzbremse in das Bremssystem zu integrieren.
Fahrzeuge mit Dualbremse finden sich in der Schweiz, in Deutschland, Großbritannien, Asien und Afrika, insbesondere bei der Rhätischen Bahn, der Matterhorn-Gotthard-Bahn, den Indian Railways und den Bahnen in den Subsahara-Ländern.

## Technik

### Triebfahrzeuge
Auf den Triebfahrzeugen ist die Dualbremse meist als vakuumgesteuerte Druckluftbremse ausgeführt, was bedeutet, dass die Druckluftbremse durch ein Übersetzungsventil von der Vakuumbremsleitung angesteuert wird. Der Triebfahrzeugführer verfügt über ein einziges Bedienorgan für die Zugsbremse, das Vakuumführerbremsventil, das die Luftverdünnung in der Vakuumbremsleitung steuert. Die nur auf die Lokomotive wirkende direkte Bremse hat ein separates Bremsventil und ist als Druckluftbremse ausgeführt. Das Triebfahrzeug ist sowohl mit Kompressor als auch mit Vakuumpumpe ausgestattet. In Großbritannien wurden auch Lokomotiven mit druckluftgesteuerter Vakuumbremse eingesetzt, wie zum Beispiel die BR-Klasse 71.

### Wagen
Wagen mit Dualbremse sind mit Bremszylindern und Leitungen sowohl für Vakuum- als auch für Druckluftbremsen ausgestattet. Die Bremszylinder wirken auf ein gemeinsames Bremsgestänge, das die Bremsklötze an die Räder anlegt. Die Ausrüstung von Wagen mit beiden Bremssystemen ist aufwändig und führt dazu, dass diese Wagen relativ schwer sind und die Wartung aufwändiger wird. Aus diesem Grund sind nur wenige Wagen mit Dualbremse ausgestattet, meist handelt es sich um Spezialwagen wie Speisewagen oder Messwagen, während gewöhnliche Reisezugwagen seltener mit Dualbemse versehen sind.
Bei Wagen, die über eine vakuumgesteuerte Druckluftbremse verfügen, wird der Begriff Dualbremse nicht verwendet. Diese Wagen benötigen eine Luftversorgung durch eine Speiseleitung, die der Bremse als Arbeitsmedium dient, während die Ansteuerung der Bremse über die Vakuumbremsleitung erfolgt.

## Rhätische Bahn

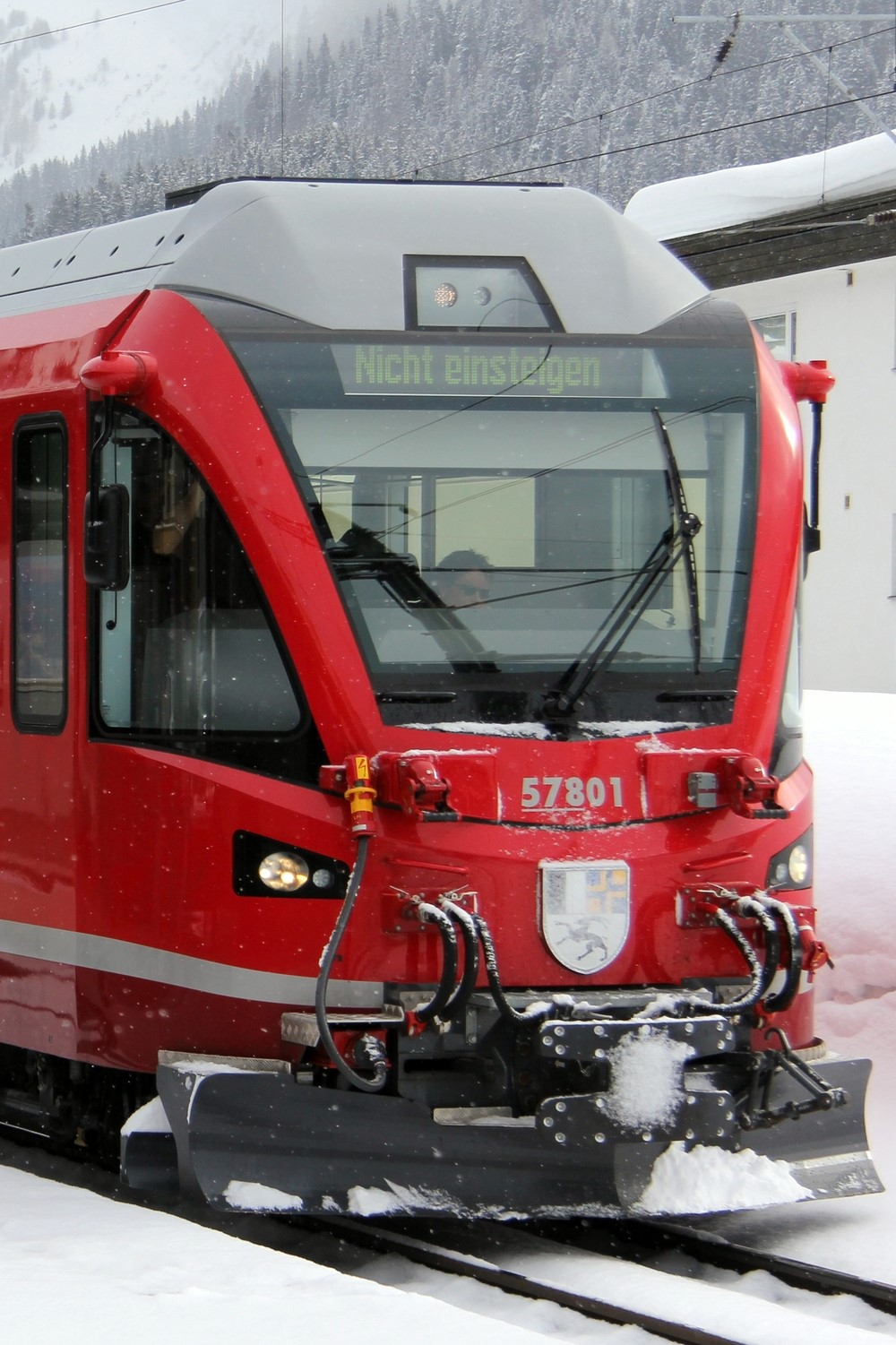
Steuerwagen At mit Dualbremse.
Von links nach rechts:
● Zugsammelschiene 320 Volt
● Druckluft-Hauptleitung
● Druckluft-Speiseleitung
● Vakuum-Hauptleitung
● Kantonswappen
● Vakuum-Hauptleitung
● Druckluft-Speiseleitung
● Druckluft-Hauptleitung

Die Rhätische Bahn (RhB) verwendet sowohl Triebfahrzeugen wie auch Steuerwagen, welches das Führen von Zügen erlaubt, die mit einem der beiden Bremssysteme ausgestattet sind.
Im Gegensatz zu den ab 2015 in Betrieb gesetzten Albula-Gliederzügen und den neueren Autozügen des Vereinatunnels, die mit Druckluft gebremst werden, verfügt der Großteil der RhB-Wagen über Vakuumbremse. Die Dualbremse arbeitet im damit ausgerüsteten Fahrzeug als vakuumgesteuerte Druckluftbremse.
Über eine Dualbremse verfügen:
- Lokomotiven Ge 4/4 II 611–633[4]
- Lokomotiven Ge 4/4 III 641-649[4]
- Triebzüge ABe 8/12 und ABe 4/16 „Allegra“
- Rangierlokomotiven Geaf 2/2[5]
- Steuerwagen At[6]
- Steuerwagen Bt[3]

Der Begriff Dualbremse wird bei den 2006 bis 2011 ausgelieferten Panoramawagen für den Glacier-Express von Stadler nicht verwendet.
Sie verfügen über eine vakuumgesteuerte Druckluftbremse mit neu entwickelten Steuerventilen. Auf dem Netz der Matterhorn-Gotthard-Bahn (MGB) können die Lokomotiven HGe 4/4 II die Druckluftbremsen der Panoramawagen über die 5-bar-Hauptleitung direkt steuern.